# Il Giallo Mondadori dal 1001 al 1100
|  | I 100 precedenti: Il Giallo Mondadori dal 901 al 1000 |

## Dal N.1001 al N.1100
| N.   | Titolo italiano                           | Autore                          | Titolo originale                    | Pubblicazione     |
| ---- | ----------------------------------------- | ------------------------------- | ----------------------------------- | ----------------- |
| 1001 | Ottanta milioni di occhi                  | Ed McBain                       | Eighty Million Eyes                 | 7 aprile 1968     |
| 1002 | Ellery Queen e la parola chiave           | Ellery Queen                    | Face To Face                        | 14 aprile 1968    |
| 1003 | Piangi, pagliaccio                        | Day Keene                       | Night Of The Geek                   | 21 aprile 1968    |
| 1004 | Fuori l'autore                            | Mignon G. Eberhart              | Witness At Large                    | 28 aprile 1968    |
| 1005 | Metamorfosi di un assassino               | John Lloyd                      | Until They Are Dead                 | 5 maggio 1968     |
| 1006 | Gideon scopre l'America                   | J.J. Marric                     | Gideon's Badge                      | 12 maggio 1968    |
| 1007 | Mike Shayne e la bionda sirena            | Brett Halliday                  | Mermaid On The Rocks                | 19 maggio 1968    |
| 1008 | La morte è la mia ombra                   | Nick Quarry                     | Some Die Hard                       | 26 maggio 1968    |
| 1009 | Carrera messicana                         | Richard Stark                   | The Damsel                          | 2 giugno 1968     |
| 1010 | Colpo di manovella                        | Ellery Queen                    | Shoot The Scene                     | 9 giugno 1968     |
| 1011 | Steve Craig e la nonnina reticente        | Bevis Winter                    | The Dead Sleep For Keeps            | 16 giugno 1968    |
| 1012 | Delitto a regola d'arte                   | Elizabeth Ferrars               | A Legal Fiction                     | 23 giugno 1968    |
| 1013 | Bionda cerca killer                       | Day Keene                       | Home Is The Sailor                  | 30 giugno 1968    |
| 1014 | Perry Mason e la reginetta spodestata     | Erle Stanley Gardner            | The Case Of The Queenly Contestant  | 7 luglio 1968     |
| 1015 | Quel pericolo pubblico di Mike Shayne     | Brett Halliday                  | Armed... Dangerous                  | 14 luglio 1968    |
| 1016 | L'ostaggio                                | Henry Farrell                   | The Hostage                         | 21 luglio 1968    |
| 1017 | Patto di morte                            | James Hadley Chase              | The Wary Transgressor               | 28 luglio 1968    |
| 1018 | Margine del terrore                       | Frank Kane                      | Margin For Terror                   | 4 agosto 1968     |
| 1019 | Il rovescio della medaglia                | Harold R. Daniels               | House On Greenapple Road            | 11 agosto 1968    |
| 1020 | La ricetta del diavolo                    | Ellery Queen                    | The Devil's Cook                    | 18 agosto 1968    |
| 1021 | Parker: Rapina a sangue freddo            | Richard Stark                   | The Rare Coin Score                 | 25 agosto 1968    |
| 1022 | Processo alla giustizia                   | Jeffrey Ashford                 | Consider The Evidence               | 1º settembre 1968 |
| 1023 | Il segno dell'assassino                   | D.M. Devine                     | The Fifth Cord                      | 8 settembre 1968  |
| 1024 | Sinfonia in La maggiore                   | A. A. Fair                      | Traps Need Fresh Bait               | 15 settembre 1968 |
| 1025 | Mi vogliono morto                         | Peter Bannon                    | They Want Me Dead                   | 22 settembre 1968 |
| 1026 | Chi ha visto Maggie Brown?                | Kelley Roos                     | Who Saw Maggie Brown?               | 29 settembre 1968 |
| 1027 | Mike Shayne: Chi è colpevole alzi la mano | Brett Halliday                  | Guilty As Hell                      | 6 ottobre 1968    |
| 1028 | Pericolosamente vivo                      | Mignon G. Eberhart              | Woman On The Roof                   | 13 ottobre 1968   |
| 1029 | Una belva da domare                       | Bill Reade                      | What Have They Done To You, Ben?    | 20 ottobre 1968   |
| 1030 | Gelo nelle ossa                           | Elizabeth Ferrars               | Zero At The Bone                    | 27 ottobre 1968   |
| 1031 | Più morto che vivo                        | Thomas B. Dewey                 | Deadline                            | 3 novembre 1968   |
| 1032 | Hildegarde e il codice 44                 | Stuart Palmer                   | The Puzzle Of The Red Stallion      | 10 novembre 1968  |
| 1033 | Guardati le spalle, Parker!               | Richard Stark                   | The Green Eagle Score               | 17 novembre 1968  |
| 1034 | Dietro la muraglia                        | Seldon Truss                    | The High Wall                       | 24 novembre 1968  |
| 1035 | L'altalena della morte                    | David Goodis                    | Somebody's Done For                 | 1º dicembre 1968  |
| 1036 | Complesso di colpa                        | Rae Foley                       | Fear of a Stranger                  | 8 dicembre 1968   |
| 1037 | Crisantemi per Miss Quon                  | James Hadley Chase              | A Lotus For Miss Quon               | 15 dicembre 1968  |
| 1038 | La febbre dell'ottone                     | Ellery Queen                    | The House Of Brass                  | 22 dicembre 1968  |
| 1039 | Henrietta N.N.                            | Catherine Aird                  | Henrietta Who?                      | 29 dicembre 1968  |
| 1040 | L'uomo che non sapeva uccidere            | Ellis Peters                    | The Grass-widow's Tale              | 5 gennaio 1969    |
| 1041 | Sapore di fiele                           | Doris Miles Disney              | Money For The Taking                | 12 gennaio 1969   |
| 1042 | Giochiamo a morire                        | Whit Masterson                  | Play Like You're Dead               | 19 gennaio 1969   |
| 1043 | Uomo senza domani                         | H.L. Dugall                     | La Porte D'or                       | 26 gennaio 1969   |
| 1044 | Ossessione senza fine                     | Lucille Fletcher                | The Girl In Cabin B54               | 2 febbraio 1969   |
| 1045 | Requiem per una carogna                   | Rosemary Gatenby                | Evil Is As Evil Does                | 9 febbraio 1969   |
| 1046 | La collera di Gideon                      | J.J. Marric                     | Gideon's Wrath)                     | 16 febbraio 1969  |
| 1047 | Perry Mason e il cupido sbadato           | Erle Stanley Gardner            | The Case Of The Careless Cupid      | 23 febbraio 1969  |
| 1048 | Nero Wolfe e una figlia in cerca di padre | Rex Stout                       | The Father Hunt                     | 2 marzo 1969      |
| 1049 | Appuntamento per un massacro              | Milton K. Ozaki                 | Wake Up And Scream                  | 9 marzo 1969      |
| 1050 | La tigre dormiva                          | Dominic Devine                  | The Sleeping Tiger                  | 16 marzo 1969     |
| 1051 | Il postino non suona due volte            | Charlotte Armstrong             | The Balloon Man                     | 23 marzo 1969     |
| 1052 | Per un indizio da nulla                   | Doris Miles Disney              | Shadow Of A Man                     | 30 marzo 1969     |
| 1053 | Buio dopo buio                            | Ellery Queen                    | What's In The Dark?                 | 6 aprile 1969     |
| 1054 | Come in un libro giallo                   | Van Siller                      | The Biltmore Call                   | 13 aprile 1969    |
| 1055 | Capitano di sventura                      | Peter Alding                    | The C.I.D. Room                     | 20 aprile 1969    |
| 1056 | Una più del diavolo                       | Seldon Truss                    | Draw The Blinds                     | 27 aprile 1969    |
| 1057 | Elettroshock                              | James Hadley Chase              | Shock Treatment                     | 4 maggio 1969     |
| 1058 | Morte di un pendolare                     | Leo Bruce                       | Death Of A Commuter                 | 11 maggio 1969    |
| 1059 | A Las Vegas si uccide così                | Willis T. Ballard               | Murder Las Vegas Style              | 18 maggio 1969    |
| 1060 | Un soffio di morte                        | Isaac Asimov                    | A Whiff Of Death                    | 25 maggio 1969    |
| 1061 | Non si maltrattano così le signore        | William Goldman                 | No Way To Treat A Lady              | 1º giugno 1969    |
| 1062 | Il gioco della morte                      | Charles Runyon                  | The Prettiest Girl I Ever Killed    | 8 giugno 1969     |
| 1063 | Poliziotto per la pelle                   | Bill Knox                       | The Tallyman                        | 15 giugno 1969    |
| 1064 | Mike Shayne e la bionda perversa          | Brett Halliday                  | So Lush, So Deadly                  | 22 giugno 1969    |
| 1065 | Carcere nero                              | Milton K. Ozaki                 | Inquest                             | 29 giugno 1969    |
| 1066 | La sposa svanita                          | Seldon Truss                    | The Bride That Got Away             | 6 luglio 1969     |
| 1067 | Peter Chambers e l'infame terzetto        | Henry Kane                      | The Unholy Trio                     | 13 luglio 1969    |
| 1068 | Chicago è sempre Chicago                  | Thomas B. Dewey                 | Death And Taxes                     | 20 luglio 1969    |
| 1069 | Amleto '70                                | M. Henri Viard e Bernard Zachar | L'embrumè                           | 27 luglio 1969    |
| 1070 | Il candido impostore                      | George Harmon Coxe              | The Candid Imposter                 | 3 agosto 1969     |
| 1071 | Allarme: Arriva la madama                 | Ed McBain                       | Fuzz                                | 10 agosto 1969    |
| 1072 | Paura di vivere                           | Ross Macdonald                  | The Instant Enemy                   | 17 agosto 1969    |
| 1073 | Alla larga dal Texas                      | Jim Thompson                    | Texas By The Tail                   | 24 agosto 1969    |
| 1074 | Cynthia e i ladroni                       | E.V. Cunningham                 | Cynthia                             | 1º settembre 1969 |
| 1075 | La formula Fowler                         | Herbert Dalmas                  | The Fowler Formula                  | 7 settembre 1969  |
| 1076 | Una donna troppo odiata                   | Rachel C. Payes                 | Charitable Death                    | 14 settembre 1969 |
| 1077 | Parker e i diamanti neri                  | Richard Stark                   | The Black Ice Score                 | 21 settembre 1969 |
| 1078 | La ridda dei sospetti                     | Elizabeth Ferrars               | Fear The Light                      | 28 settembre 1969 |
| 1079 | Ellery e il delitto perfetto              | Ellery Queen                    | The Perfect Crime                   | 5 ottobre 1969    |
| 1080 | La violenza è d'oro                       | Brett Halliday                  | Violence Is Golden                  | 12 ottobre 1969   |
| 1081 | Il quinto asso                            | Newton Thornburg                | Knockover                           | 19 ottobre 1969   |
| 1082 | Sono un'assassina?                        | Agatha Christie                 | Third Girl                          | 26 ottobre 1969   |
| 1083 | Una libertà molto condizionata            | Jim Thompson                    | Recoil                              | 2 novembre 1969   |
| 1084 | Ellery e la salma inquieta                | Ellery Queen                    | The Vanishing Corpse                | 9 novembre 1969   |
| 1085 | Brigata anti-gang                         | Auguste Le Breton               | Brigade Anti-gangs                  | 16 novembre 1969  |
| 1086 | Ammazzando sotto la pioggia               | Henry Patterson                 | Hell Is Always Today                | 23 novembre 1969  |
| 1087 | Mezz'ora per vivere, mezz'ora per morire  | Francis Durbridge               | The Pig-tail Murder                 | 30 novembre 1969  |
| 1088 | Tintarella di morte                       | Hampton Stone                   | The Corpse Was No Bargain At All    | 7 dicembre 1969   |
| 1089 | Un fior di figlia                         | Henry Farrell                   | Come Me Such A Gorgeous Kid Like Me | 14 dicembre 1969  |
| 1090 | Disertore di coscienza                    | Ellery Queen                    | Cop Out                             | 21 dicembre 1969  |
| 1091 | La città corrotta                         | Dan J. Marlowe                  | Shake A Crooked Town                | 28 dicembre 1969  |
| 1092 | Nell'occhio del ciclone                   | Van Siller                      | Sudden Storm                        | 4 gennaio 1970    |
| 1093 | Bada come spari!                          | Lou Cameron                     | File On A Missing Redhead           | 11 gennaio 1970   |
| 1094 | Trenta Manhattan est                      | Hillary Waugh                   | 30 Manhattan East                   | 18 gennaio 1970   |
| 1095 | Gorilla cercasi                           | Peter Malloch                   | Back Wash                           | 25 gennaio 1970   |
| 1096 | Il mio peggior amico                      | Ruth Rendell                    | The Best Man To Die                 | 1º febbraio 1970  |
| 1097 | Il clan dei Siciliani                     | Auguste Le Breton               | Le Clan Des Siciliens               | 8 febbraio 1970   |
| 1098 | Tutto bene, Dottor Fell                   | John Dickson Carr               | Dark Of The Moon                    | 15 febbraio 1970  |
| 1099 | Grofield, stavolta tocca a te             | Richard Stark                   | The Dame                            | 22 febbraio 1970  |
| 1100 | Bianca come cadavere                      | Ellery Queen                    | Where Is Bianca?                    | 1º marzo 1970     |

|  | I 100 successivi: Il Giallo Mondadori dal 1101 al 1200 |